# ماسيمو مكاروني
ماسيمو ماكاروني (بالإيطالية: Massimo Maccarone)‏ (مواليد 6 سبتمبر 1979 في جالياتي - إيطاليا) لاعب كرة قدم إيطالي يلعب حاليا لصالح نادي الدرجة الأولى باليرمو الإيطالي منذ 2010 في مركز المهاجم .

## مسيرته الكروية
لعب ماسيمو مكاروني خلال مسيرته الاحترافية مع نادِ واحدٍ في تسعة عشر موسمًا ولم يسجل خلالها أي هدف ضمن 13 مباراة. ولم يفز بأي موسم بالكأس وفاز في ثلاثة مواسم بالدوري.
خاض ماسيمو مكاروني مسيرته مع أرنيت جاردنز في موسم 1995–96 ليلعب معه تسعة عشر موسمًا، مشاركًا في 13 مباراة ولم يسجل أي هدف.

## روابط خارجية
- ماسيمو مكاروني على موقع قاعدة بيانات كرة القدم.إي يو (الإنجليزية)
- ماسيمو مكاروني على موقع ناشيونال فوتبول تيمز (الإنجليزية)
- ماسيمو مكاروني على موقع Soccerbase.com (لاعب) (الإنجليزية)
- ماسيمو مكاروني على موقع Soccerway.com (الإنجليزية)
- ماسيمو مكاروني على موقع عالم كرة القدم.نت (الإنجليزية)
- ماسيمو مكاروني على موقع AS.com (الإسبانية)